# Poveda de la Sierra
Poveda de la Sierra è un comune spagnolo di 131 abitanti situato nella comunità autonoma di Castiglia-La Mancia.